# Christoffer Lisson
Christoffer Lisson (født 28. november 1995 i Kalundborg) er en cykelrytter fra Danmark, der senest kørte for Riwal Cycling Team.